# New Harmony (Utah)
New Harmony – miasto w Stanach Zjednoczonych, w stanie Utah, w hrabstwie Washington.